# Hans Prodinger
Hans Prodinger (* 14. November 1887 in Villach, Kärnten; † 5. September 1938 im KZ Dachau) war ein österreichischer Politiker (DNSAP/GDVP/VF) und Handelsangestellter. Er war von 1919 bis 1927 Abgeordneter zum Salzburger Landtag und von 1928 bis 1930 sowie von 1930 bis 1934 Abgeordneter zum Nationalrat.

## Ausbildung und Beruf
Prodinger absolvierte die Volks-, Bürger- und Handelsschule und erlernte zwischen 1901 und 1904 den Beruf des Kaufmanns bei der Firma Gehmacher in Salzburg. Er arbeitete danach von 1904 bis 1906 als Handelsangestellter in Salzburg und arbeitete danach von 1906 bis 1913 in Zürich, Deutschland, Innsbruck und Klagenfurt in diesem Beruf. 1913 wurde er Angestellter des Deutschnationalen Handlungsgehilfen-Verbandes (DHV) in Salzburg, zwischen 1914 und 1918 absolvierte er seinen Kriegsdienst im Ersten Weltkrieg. Nachdem er 1918 Vorsitzender des Salzburger Soldatenrates gewesen war, arbeitete er zwischen 1919 und 1928 als Kreisvorsteher des DHV in Salzburg. 1928 wurde er Verbandsvorsteher des DHV in Österreich. Prodinger war von 1934 bis 1938 Obmann der Gewerkschaft der Handelsangestellten sowie von 1936 bis 1938 Obmann der Angestelltenversicherungsanstalt.

## Politik und Funktionen
Prodinger vertrat die Deutsche Nationalsozialistische Arbeiterpartei (DNSAP) im Salzburger Landtag, wobei er am 23. April 1919 als Abgeordneter des Konstituierenden Landtags angelobt wurde und ab dem 4. Mai 1922 dem regulären Salzburger Landtag angehörte. Er übernahm 1922 das Amt des Landesparteiobmanns der Deutschen Nationalsozialistischen Arbeiterpartei in Salzburg, wechselte jedoch 1930 zur Großdeutschen Volkspartei. Er schied am 3. Mai 1927 aus dem Salzburger Landtag aus und gehörte danach vom 7. November 1928 bis zum 1. Oktober 1930 sowie vom 2. Dezember 1930 bis zum 30. April 1934 dem Nationalrat in Wien an, in dem er als Abgeordneter später die Großdeutsche Volkspartei vertrat.
Des Weiteren war er von 1926 bis 1928 Obmann der Deutschen Arbeitergewerkschaft Salzburg, zwischen 1919 und 1920 Mitglied des Gemeinderates der Stadt Salzburg und von 1920 bis 1921 Obmann des Anschlussausschusses des Salzburger Landtages. Des Weiteren wirkte er von 1921 bis 1928 als Kammerrat in der Arbeiterkammer. Im autoritären Ständestaat war er in der staatlichen Einheitsgewerkschaft aktiv, wo er 1934 Obmann der Teilorganisation Gewerkschaft der Angestellten des Handels wurde. 1936 wurde er auch Obmann der Angestelltenversicherungsanstalt und Beirat der Wiener Vaterländischen Front.
Nach der Machtübernahme der Nationalsozialisten wurde Prodinger im März 1938 in das KZ Dachau verschleppt, wo er noch im selben Jahr verstarb. 1960 wurde eine Straße in Salzburg nach ihm benannt (⊙), des Weiteren findet sich am oberen Ende der Rampe des Österreichischen Parlamentsgebäudes eine Gedenktafel für die zwölf unter den Nationalsozialisten ermordeten Parlamentarier.